# Unewatt

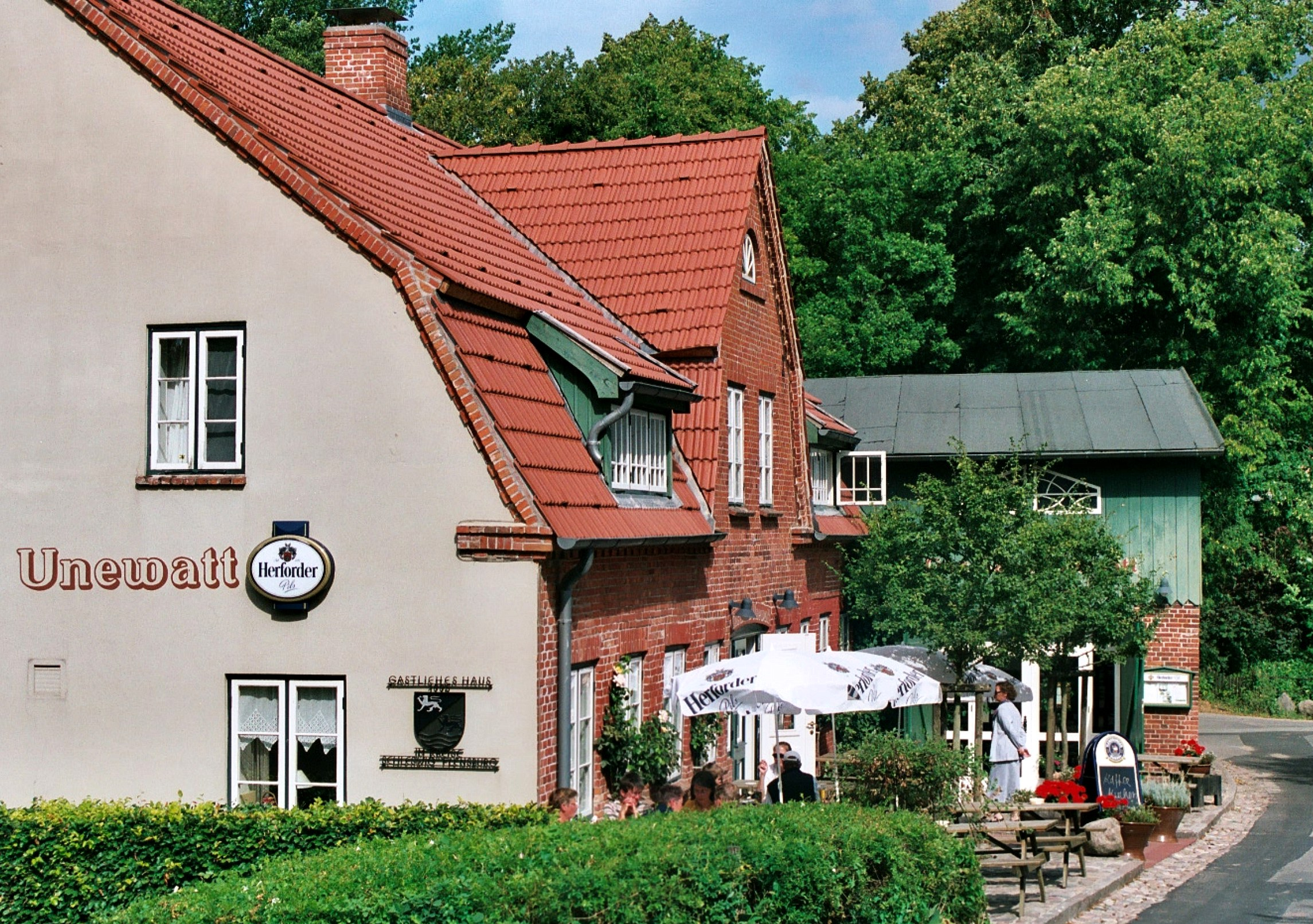
Museumsdorf Unewatt, der Gasthof

Unewatt (dänisch Undevad, auch Unevad) ist ein zur Gemeinde Langballig im Kreis Schleswig-Flensburg gehörender Ort in Schleswig-Holstein. Der Ort ist im Norden Angelns in Südschleswig in den Talraum der Langballigau und seinen Seitentälern eingebettet, wo die Griesbek und ein Bach von Trollkjer kommend der Langballigau zufließen. Der beim Ort gelegene Mühlenberg erreicht hier eine Höhe von 30 m.
Der Ortsname ist erstmals 1414 schriftlich dokumentiert (Dipl. Flensb. I |Seiten=254). Das Präfix leitet sich vom altdän. *yn als Nebenform zu vin für Weide ab. Nicht auszuschließen ist auch ein in altnordischen Þulur genannter Elfenname. Das Suffix geht auf dän. vad für eine Furt zurück. Der Ortsname bezeichnet somit eine Furt bei der Weide.
In der dänischen Zeit bis 1864 gehörte der Ort dem Kirchspiel Grumtoft (Grumtoft Sogn) innerhalb der Husbyharde an. Im Jahre 1750 zählte das Dorf acht Höfe und sechs Katen. Die Gutsstellen gehörten bis 1853 zur Munkbrarupharde. 1871 kam der Ort zum Kreis Flensburg. Bis zur Eingliederung in die Gemeinde Langballig 1965 bildete der Ort eine eigenständige Gemeinde. Die Gemeinde verfügte 1961 über 325 ha und 202 Einwohner. Zur Gemeinde gehörten die Wohnplätze Trollkjer (Troldkjær), Unewattfeld (Undevadmark) und Unewatthof (Undevadgaard). Zwischen 1887 und 1953 bestand am Ort eine Meierei. Das Dorf zeichnet sich durch viele denkmalgeschützte Gebäude aus und ist in seinem Orts- und Landschaftsbild von den Einflüssen der letzten Jahrzehnte relativ unbeeinflusst geblieben, so dass hier 1993 das Landschaftsmuseum Angeln etabliert werden konnte.